# Gouverneur der Britischen Jungferninseln
Der Gouverneur von den Britischen Jungferninseln (englisch Governor of the Virgin Islands) ist der Vertreter des britischen Monarchen auf den Britischen Jungferninseln, einem Überseegebiet des Vereinigten Königreichs. Er wird vom Monarchen auf Vorschlag der britischen Regierung ernannt. Der Gouverneur übernimmt die Funktion des Staatsoberhauptes und ist verantwortlich für die Ernennung des Premierministers und des Exekutivrats.
Der derzeitige Gouverneur ist Daniel Pruce.
Der Gouverneur führt eine eigene Flagge, die aus der britischen Nationalflagge mit dem Wappen der Britischen Jungferninseln besteht. Die Residenz des Gouverneurs, das sogenannte Government House, befindet sich in Road Town auf Tortola.

## Geschichte
Die ersten Kolonialverwalter auf den Inseln waren Niederländer. Im Jahr 1672 wurden die Inseln von England annektiert. Ab 1887 wurde ein Administrator für die Inseln ernannt, bis 1971 das Amt des Gouverneurs eingeführt wurde, als die Britischen Jungferninseln zu einem eigenständigen Territorium wurden.
Vor 1971 wählte der lokale Rat eines seiner Mitglieder als Präsident. Diese Administratoren waren bis dahin dem Gouverneur der Leeward Islands unterstellt, zu denen die Britischen Jungferninseln gehörten.

## Befugnisse
Der Gouverneur ist verantwortlich für die Verwaltung folgender Bereiche der Regierung der Britischen Jungferninseln:
- Außenpolitik,
- Verteidigung einschließlich der Streitkräfte,
- Innere Sicherheit einschließlich der Polizei,
- Arbeitsbedingungen für öffentlich Bedienstete,
- Verwaltung der Gerichte.[1]

Der Gouverneur besitzt zudem Befugnisse zur Ernennung und Entlassung von Amtsträgern sowie ein Begnadigungsrecht. In der Regel muss er bei der Ausübung seiner Aufgaben die Kabinettsmitglieder konsultieren, wie es in der Verfassung der Britischen Jungferninseln festgelegt ist.

## Liste der Amtsträger
Administratoren (1887–1971):
- Edward John Cameron (1887–1894)
- Alexander R. Mackay (1894–1896)
- Nathaniel George Cookman (1896–1903)
- Robert Stephen Earl (1903–1910)
- Thomas Leslie Hardtman Jarvis (1910–1919)
- Herbert Walter Peebles (1919–1922)
- R. Hargrove (1922–1923)
- Otho Lewis Hancock (1923–1926)
- Frank Cecil Clarkson (1926–1934)
- Donald Percy Wailling (1934–1946)
- John Augustus Cockburn Cruikshank (1946–1954)
- Henry Howard (1954–1956)
- Geoffrey Pole Allesbrook (1956–1959)
- Gerald Jackson Bryan (1959–1962)
- Martin Samuel Staveley (1962–1967)
- Sir Ian Thomson (1967–1971)

Gouverneure (ab 1971):
- Derek George Cudmore (15. Oktober 1971 – 3. November 1974)

- Walter Wilkinson Wallace (3. November 1974 – 5. November 1978)
- James Alfred Davidson (5. November 1978 – 7. November 1982)
- David Robert Barwick (7. November 1982 – 2. September 1986)
- Mark Herdman (2. September 1986 – 17. März 1991)
- Peter Penfold (17. März 1991 – 3. Februar 1995)
- David Mackilligin (3. Februar 1995 – 16. Oktober 1998)
- Frank Savage (16. Oktober 1998 – 11. Oktober 2004)
- Elton Georges (11. Oktober 2004 – 14. Oktober 2004; stellvertretend)
- Tom Macan (14. Oktober 2004 – 16. April 2006)
- Dancia Penn (16. April 2006 – 22. April 2006; stellvertretend)
- David Pearey (22. April 2006 – 11. August 2010)
- V. Inez Archibald (11. August 2010 – 20. August 2010; stellvertretend)
- William Boyd McCleary (20. August 2010 – 1. August 2014)
- V. Inez Archibald (1.–15. August 2014; stellvertretend)
- John Duncan (15. August 2014 – 8. August 2017)
- Robert A. Mathavious (8.–12. August 2017; stellvertretend)
- Rosalie Adams (12.–22. August 2017; stellvertretend)
- Augustus Jaspert (22. August 2017 – 23. Januar 2021)
- David D. Archer, Jr. (23.–29. Januar 2021; stellvertretend)[2]
- John Rankin (29. Januar 2021 – 18. Januar 2024)
- David D. Archer, Jr. (18.–29. Januar 2024; stellvertretend)
- Daniel Pruce (29. Januar 2024 – heute)[3][4]

Hinweis: Während Abwesenheiten wird das Amt des Gouverneurs von stellvertretenden Gouverneuren vorübergehend übernommen.